# 毛利元倶
毛利 元倶（もうり もととも）は、安土桃山時代から江戸時代前期にかけての武将。長州藩の一門家老である右田毛利家の2代当主。父は毛利元就の七男である天野元政。

## 生涯
天正13年（1585年）、毛利元就の七男である天野元政の子として生まれる。
慶長10年（1605年）12月14日、同年の五郎太石事件の後に毛利氏家臣団や有力寺社の総勢820名が連署して毛利氏への忠誠や様々な取り決めを記した連署起請文において、元倶は814番目に「毛利主膳正」と署名している。
寛永2年（1625年）、藩内の領地替えにより周防国熊毛郡三丘から佐波郡右田に移る。そのため右田毛利家と呼ばれ、宍戸家に次ぐ一門家老第二席の家格となる。元倶は藩主・毛利秀就に仕え、加判役、御国留守居を務めた。
寛永5年（1628年）、領内に郷校「時観園」を設立して学問を振興した。
寛永12年（1635年）、家督を嫡男・元法に譲って隠居する。
正保2年（1645年）3月14日に死去。享年61。